# Opadnięcie trzewi
Opadnięcie trzewi, enteroptoza, choroba Glénarda – historycznie rozpoznawany zespół objawów, mających wynikać z nadmiernie niskiego położenia trzewi (żołądka, jelit, wątroby, nerek) w obrębie jamy brzusznej, wtórnego do zwiększonej wiotkości powłok brzusznych. Z opadnięciem trzewi wiązano takie dolegliwości jak nawracające kolki czy neurastenia. Podejmowano próby leczenia chirurgicznego. Osler już w 1899 roku przestrzegał przed przywiązywaniem zbyt wielkiej wagi do nadmiernej ruchomości trzewi. Inni autorzy z enteroptozą wiązali potencjalnie śmiertelne objawy.